# Kaple svatého Ignáce (Malá Strana)
V bývalé Lazarské zahradě, jež se rozkládala na levém břehu Vltavy severně od dnešního Mánesova mostu a severovýchodně od někdejšího malostranského opevnění, byl kolem roku 1647 postaven barokní letohrádek obdélníkového půdorysu, v němž byl i dispenzář s kaplí sv. Ignáce. Po zrušení jezuitského řádu v Čechách roku 1773 připadl letohrádek náboženskému fondu. Později byla budova i se zahradou prodána a zřízena v ní tančírna a hospoda. V roce 1847 si ji pronajal evangelický sbor, který v ní konal své bohoslužby. Při stavbě Strakovy akademie na konci 19. století byl letohrádek zbořen.
Vzhled tohoto objektu se zachoval na Langweilově modelu Prahy (umístěn v Muzeu hlavního města Prahy). Jeho poloha je patrná i na plánu Josefa Daniela Hubera z roku 1769 a na plánu Prahy Josefa Jüttnera z roku 1816.